# 雷起云
雷起云（1915年—2007年），男，陕西澄城人，中华人民共和国军事人物，中国人民解放军少将，第五届全国政协委员。